# Eleições regionais na Catalunha em 2015
As eleições regionais na Catalunha de 2015 foram realizadas a 27 de setembro e, serviram para eleger os 135 deputados ao Parlamento Regional.
Estas foram as terceiras eleições em cinco anos na Catalunha, e, foram antecipadas por Artur Mas, em Janeiro de 2015, que fez destas eleições um referendo alternativa sobre a independência da Catalunha.
Importa referir que, estas foram as primeiras eleições, sem a presença de Convergência e União, visto que, a aliança se separou pela questão do independentismo catalão, com a Convergência Democrática da Catalunha a apoiar a independência catalã e a União Democrática da Catalunha apoiando a manutenção da Catalunha dentro de Espanha.
Num clima de grande mobilização, que fez com que houvesse 74,9% de taxa de participação, os resultados das eleições deram a vitória à lista de Juntos pelo Sim, coligação composta por Convergência Democrática da Catalunha e Esquerda Republicana da Catalunha, que conquistou 39,6% dos votos e 62 deputados, embora, tenha falhado a conquista da maioria absoluta.
O grande vencedor das eleições foi o Cidadãos - Partido da Cidadania, que, mobilizando o eleitorado anti-independentista, conseguiu o melhor resultado da sua história, ao conquistar 17,9% dos votos e 25 deputados, uma subida em relação a 2012 de 10,3% e 16 deputados, tornando-se, assim, o principal partido de oposição.
O Partido dos Socialistas da Catalunha continuaram com o seu declínio eleitoral, passando, pela primeira vez, a terceira força política mais votada, ao conquistar, apenas, 12,7% dos votos e 16 deputados.
A lista de Catalunha Sim Se Pode, composta por Podemos, Iniciativa pela Catalunha Verdes e Esquerda Unida e Alternativa, obteve um resultado decepcionante, ficando-se pelos 8,9% dos votos e 11 deputados.
O Partido Popular também obteve um resultado decepcionante, obtendo o pior resultado desde 1992, ao conquistar 8,5% dos votos e 11 deputados.
Por fim, o partido de extrema-esquerda, a Candidatura de Unidade Popular, graças à mobilização do eleitoral independentista, conquistou 8,2% dos votos e 10 deputados.
Após as eleições, apesar de uma maioria dos partidos independentistas, o Juntos pelo Sim e a Candidatura de Unidade Popular, ainda não chegaram a acordo sobre quem deve liderar o governo regional, com a CUP, rejeitando o apoio a Artur Mas. 
Depois de meses de negociações, os partidos independentistas (Juntos pelo Sim e Candidatura de Unidade Popular) chegaram a um acordo de governo, com ambos a apoiarem a tomada de posse de um novo presidente regional, o antigo presidente da Câmara de Girona, Carles Puigdemont.

## Resultados Oficiais
| Partido                 | Partido                              | Votos     | %               | +/-    | Deputados | +/-    |
| ----------------------- | ------------------------------------ | --------- | --------------- | ------ | --------- | ------ |
|                         | Juntos pelo Sim                      | 1 628 714 | 39,59 / 100,00  | 4,82   | 62 / 135  | 9      |
|                         | Cidadãos - Partido da Cidadania      | 736 364   | 17,90 / 100,00  | 10,33  | 25 / 135  | 16     |
|                         | Partido dos Socialistas da Catalunha | 523 283   | 12,72 / 100,00  | 1,67   | 16 / 135  | 4      |
|                         | Catalunha Sim Se Pode                | 367 613   | 8,94 / 100,00   | 0,96   | 11 / 135  | 2      |
|                         | Partido Popular                      | 349 193   | 8,49 / 100,00   | 4,49   | 11 / 135  | 8      |
|                         | Candidatura de Unidade Popular       | 337 794   | 8,21 / 100,00   | 4,73   | 10 / 135  | 7      |
|                         | União Democrática da Catalunha       | 103 293   | 2,51 / 100,00   | Novo   | 0 / 135   | Novo   |
|                         | Outros                               | 46 095    | 1,12 / 100,00   |        | 0 / 135   |        |
| Votos Inválidos         | Votos Inválidos                      | 37 847    | 0,92 / 100,00   | 1,44   |           |        |
| Total                   | Total                                | 4 130 196 | 100,00 / 100,00 |        | 135 / 135 |        |
| Eleitorado/Participação | Eleitorado/Participação              | 5 510 853 | 74,95 / 100,00  | 7,19   |           |        |
| Fonte                   | Fonte                                | [ 19 ]    | [ 19 ]          | [ 19 ] | [ 19 ]    | [ 19 ] |

## Resultados por Províncias
| Província | %     | D    | %     | D   | %     | D   | %     | D     | %    | D  | %    | D   |     | Votantes  |
| Província | JxSÍ  | JxSÍ | C's   | C's | PSC   | PSC | CSQEP | CSQEP | PP   | PP | CUP  | CUP | D   | Votantes  |
| --------- | ----- | ---- | ----- | --- | ----- | --- | ----- | ----- | ---- | -- | ---- | --- | --- | --------- |
| Barcelona | 36,09 | 32   | 18,84 | 17  | 13,67 | 12  | 10,13 | 9     | 8,85 | 8  | 8,28 | 7   | 85  | 3 094 362 |
| Girona    | 56,06 | 11   | 12,53 | 2   | 8,66  | 1   | 4,77  | 1     | 5,87 | 1  | 8,58 | 1   | 17  | 387 913   |
| Lérida    | 55,22 | 10   | 11,58 | 2   | 8,43  | 1   | 4,30  | -     | 7,29 | 1  | 8,15 | 1   | 15  | 231 004   |
| Tarragona | 41,63 | 9    | 19,39 | 4   | 11,83 | 2   | 6,47  | 1     | 8,92 | 1  | 7,39 | 1   | 18  | 416 917   |
| Catalunha | 39,59 | 62   | 17,90 | 25  | 12,72 | 16  | 8,94  | 11    | 8,49 | 11 | 8,21 | 10  | 135 | 4 130 196 |

### Barcelona
| Partido                 | Partido                              | Votos     | %               | +/-   | Deputados | +/-  |
| ----------------------- | ------------------------------------ | --------- | --------------- | ----- | --------- | ---- |
|                         | Juntos pelo Sim                      | 1 112 922 | 36,09 / 100,00  | 4,71  | 32 / 85   | 6    |
|                         | Cidadãos - Partido da Cidadania      | 581 032   | 18,84 / 100,00  | 10,41 | 17 / 85   | 9    |
|                         | Partido dos Socialistas da Catalunha | 421 487   | 13,67 / 100,00  | 1,73  | 12 / 85   | 2    |
|                         | Catalunha Sim Se Pode                | 312 527   | 10,13 / 100,00  | 1,01  | 9 / 85    | 1    |
|                         | Partido Popular                      | 272 804   | 8,85 / 100,00   | 4,42  | 8 / 85    | 4    |
|                         | Candidatura de Unidade Popular       | 255 328   | 8,28 / 100,00   | 4,87  | 7 / 85    | 4    |
|                         | União Democrática da Catalunha       | 75 700    | 2,45 / 100,00   | Novo  | 0 / 85    | Novo |
|                         | Outros                               | 36 755    | 1,18 / 100,00   |       | 0 / 85    |      |
| Votos Inválidos         | Votos Inválidos                      | 25 807    | 0,83 / 100,00   | 1,41  |           |      |
| Total                   | Total                                | 3 094 362 | 100,00 / 100,00 |       | 85 / 85   |      |
| Eleitorado/Participação | Eleitorado/Participação              | 4 124 349 | 75,03 / 100,00  | 7,03  |           |      |

### Girona
| Partido                 | Partido                              | Votos   | %               | +/-  | Deputados | +/-     |
| ----------------------- | ------------------------------------ | ------- | --------------- | ---- | --------- | ------- |
|                         | Juntos pelo Sim                      | 216 333 | 56,06 / 100,00  | 4,67 | 11 / 17   | 1       |
|                         | Cidadãos - Partido da Cidadania      | 48 346  | 12,53 / 100,00  | 8,95 | 2 / 17    | 2       |
|                         | Partido dos Socialistas da Catalunha | 33 416  | 8,66 / 100,00   | 1,39 | 1 / 17    | 1       |
|                         | Candidatura de Unidade Popular       | 33 117  | 8,58 / 100,00   | 4,38 | 1 / 17    | 1       |
|                         | Partido Popular                      | 22 660  | 5,87 / 100,00   | 3,72 | 1 / 17    | 1       |
|                         | Catalunha Sim Se Pode                | 18 399  | 4,77 / 100,00   | 1,14 | 1 / 17    | Estável |
|                         | União Democrática da Catalunha       | 8 295   | 2,15 / 100,00   | Novo | 0 / 17    | Novo    |
|                         | Outros                               | 3 229   | 0,83 / 100,00   |      | 0 / 17    |         |
| Votos Inválidos         | Votos Inválidos                      | 4 118   | 1,06 / 100,00   | 0,99 |           |         |
| Total                   | Total                                | 387 913 | 100,00 / 100,00 |      | 17 / 17   |         |
| Eleitorado/Participação | Eleitorado/Participação              | 510 826 | 75,94 / 100,00  | 6,65 |           |         |

### Lérida
| Partido                 | Partido                              | Votos   | %               | +/-  | Deputados | +/-     |
| ----------------------- | ------------------------------------ | ------- | --------------- | ---- | --------- | ------- |
|                         | Juntos pelo Sim                      | 126 922 | 55,22 / 100,00  | 5,24 | 10 / 15   | 1       |
|                         | Cidadãos - Partido da Cidadania      | 26 612  | 11,58 / 100,00  | 8,25 | 2 / 15    | 2       |
|                         | Partido dos Socialistas da Catalunha | 19 364  | 8,43 / 100,00   | 2,01 | 1 / 15    | Estável |
|                         | Candidatura de Unidade Popular       | 18 736  | 8,15 / 100,00   | 5,10 | 1 / 15    | 1       |
|                         | Partido Popular                      | 16 761  | 7,29 / 100,00   | 4,00 | 1 / 15    | 1       |
|                         | Catalunha Sim Se Pode                | 9 879   | 4,30 / 100,00   | 1,09 | 0 / 15    | 1       |
|                         | União Democrática da Catalunha       | 8 178   | 3,56 / 100,00   | Novo | 0 / 15    | Novo    |
|                         | Outros                               | 1 658   | 0,73 / 100,00   |      | 0 / 15    |         |
| Votos Inválidos         | Votos Inválidos                      | 2 894   | 1,26 / 100,00   | 1,87 |           |         |
| Total                   | Total                                | 231 004 | 100,00 / 100,00 |      | 15 / 15   |         |
| Eleitorado/Participação | Eleitorado/Participação              | 313 743 | 73,63 / 100,00  | 6,85 |           |         |

### Tarragona
| Partido                 | Partido                              | Votos   | %               | +/-   | Deputados | +/-     |
| ----------------------- | ------------------------------------ | ------- | --------------- | ----- | --------- | ------- |
|                         | Juntos pelo Sim                      | 172 537 | 41,63 / 100,00  | 5,22  | 9 / 18    | Baixa   |
|                         | Cidadãos - Partido da Cidadania      | 80 374  | 19,39 / 100,00  | 12,12 | 4 / 18    | 1       |
|                         | Partido dos Socialistas da Catalunha | 49 016  | 11,83 / 100,00  | 1,75  | 2 / 18    | 1       |
|                         | Partido Popular                      | 36 968  | 8,92 / 100,00   | 6,04  | 1 / 18    | 2       |
|                         | Candidatura de Unidade Popular       | 30 613  | 7,39 / 100,00   | 3,80  | 1 / 18    | 1       |
|                         | Catalunha Sim Se Pode                | 26 808  | 6,47 / 100,00   | 0,38  | 1 / 18    | Estável |
|                         | União Democrática da Catalunha       | 11 120  | 2,68 / 100,00   | Novo  | 0 / 18    | Novo    |
|                         | Outros                               | 4 453   | 1,07 / 100,00   |       | 0 / 18    |         |
| Votos Inválidos         | Votos Inválidos                      | 5 028   | 1,21 / 100,00   | 1,87  |           |         |
| Total                   | Total                                | 416 917 | 100,00 / 100,00 |       | 18 / 18   |         |
| Eleitorado/Participação | Eleitorado/Participação              | 561 935 | 74,19 / 100,00  | 9,02  |           |         |

## Resultados por Comarcas
| Comarca           | %    | %    | %    | %     | %    | %    | %   | Votantes  |
| Comarca           | JxSÍ | C's  | PSC  | CSQEP | PP   | CUP  | UDC | Votantes  |
| ----------------- | ---- | ---- | ---- | ----- | ---- | ---- | --- | --------- |
| Alt Camp          | 53,1 | 13,5 | 9,2  | 4,9   | 6,3  | 8,7  | 2,8 | 25 087    |
| Alt Empordà       | 50,9 | 15,8 | 8,7  | 4,3   | 8,3  | 8,3  | 2,3 | 63 813    |
| Alt Penedès       | 51,7 | 11,3 | 10,6 | 6,3   | 5,7  | 10,6 | 2,4 | 61 587    |
| Alt Urgell        | 57,8 | 8,7  | 9,9  | 3,7   | 6,0  | 9,3  | 3,3 | 11 399    |
| Alta Ribagorça    | 45,4 | 10,9 | 13,0 | 6,0   | 6,5  | 12,8 | 4,0 | 2 269     |
| Anoia             | 44,0 | 16,3 | 12,4 | 7,3   | 7,4  | 8,1  | 2,8 | 68 108    |
| Bages             | 52,8 | 12,1 | 10,9 | 5,8   | 5,9  | 8,6  | 2,6 | 100 637   |
| Baix Camp         | 41,1 | 21,9 | 10,5 | 5,6   | 9,0  | 7,8  | 2,6 | 97 953    |
| Baix Ebre         | 54,5 | 9,9  | 10,4 | 4,9   | 8,0  | 7,6  | 3,0 | 40 264    |
| Baix Empordà      | 54,9 | 13,5 | 10,2 | 4,5   | 5,5  | 8,0  | 2,0 | 67 503    |
| Baix Llobregat    | 26,2 | 23,5 | 18,2 | 12,9  | 8,7  | 6,4  | 2,1 | 458 072   |
| Baix Penedès      | 32,7 | 23,2 | 15,3 | 9,0   | 9,3  | 6,6  | 2,0 | 51 013    |
| Barcelonès        | 32,6 | 18,6 | 13,8 | 10,6  | 11,0 | 9,0  | 2,7 | 1 198 964 |
| Berguedà          | 66,9 | 4,1  | 6,5  | 3,2   | 4,5  | 10,8 | 3,0 | 25 143    |
| Cerdanha          | 59,5 | 12,8 | 5,9  | 2,6   | 6,5  | 8,3  | 2,9 | 9 906     |
| Conca de Barberà  | 66,5 | 6,8  | 6,3  | 3,0   | 4,2  | 9,0  | 2,9 | 12 314    |
| Garraf            | 35,9 | 21,0 | 13,1 | 9,2   | 7,3  | 9,7  | 2,4 | 78 116    |
| Garrigues         | 67,5 | 5,5  | 5,4  | 2,8   | 5,1  | 9,3  | 3,3 | 11 748    |
| Garrotxa          | 69,3 | 5,0  | 6,4  | 3,1   | 3,9  | 9,2  | 2,1 | 32 473    |
| Gironès           | 56,3 | 12,2 | 8,5  | 4,4   | 5,2  | 9,7  | 2,2 | 95 109    |
| Maresme           | 44,8 | 16,8 | 11,1 | 7,3   | 8,0  | 8,0  | 2,5 | 250 836   |
| Moianès           | 65,8 | 5,7  | 5,7  | 3,6   | 4,2  | 11,3 | 2,5 | 8 184     |
| Montsià           | 51,0 | 10,9 | 11,3 | 5,3   | 8,9  | 8,1  | 2,9 | 34 601    |
| Noguera           | 63,2 | 8,3  | 6,3  | 3,3   | 7,0  | 7,3  | 3,3 | 21 653    |
| Osona             | 68,8 | 6,2  | 5,7  | 3,0   | 3,9  | 8,9  | 2,6 | 90 585    |
| Pallars Jussà     | 64,1 | 5,7  | 8,5  | 3,4   | 4,3  | 9,5  | 3,4 | 7 683     |
| Pallars Sobirà    | 61,4 | 4,2  | 6,0  | 3,7   | 3,6  | 16,9 | 3,0 | 4 345     |
| Pla de l'Estany   | 73,0 | 4,5  | 3,6  | 2,6   | 3,4  | 10,1 | 2,0 | 18 156    |
| Pla d'Urgell      | 66,1 | 8,3  | 6,1  | 5,2   | 3,3  | 6,8  | 3,1 | 19 698    |
| Priorat           | 66,3 | 3,0  | 5,8  | 3,0   | 3,8  | 13,1 | 3,9 | 6 181     |
| Ribera d'Ebre     | 60,8 | 6,7  | 9,3  | 4,2   | 5,7  | 8,7  | 3,1 | 13 285    |
| Ripollès          | 65,8 | 7,5  | 7,2  | 3,2   | 4,2  | 8,2  | 2,8 | 16 413    |
| Segarra           | 63,1 | 8,1  | 5,2  | 5,2   | 6,6  | 9,4  | 3,4 | 11 145    |
| Segrià            | 46,9 | 15,8 | 10,2 | 5,4   | 9,0  | 7,3  | 3,8 | 105 228   |
| Selva             | 49,4 | 15,4 | 10,2 | 7,4   | 6,7  | 7,4  | 1,9 | 85 209    |
| Solsonès          | 67,6 | 6,0  | 4,7  | 2,9   | 4,5  | 9,6  | 3,5 | 7 811     |
| Tarragonès        | 30,3 | 26,5 | 13,9 | 8,1   | 10,5 | 6,3  | 2,6 | 127 979   |
| Terra Alta        | 56,4 | 5,2  | 7,7  | 3,9   | 11,3 | 8,7  | 5,2 | 7 274     |
| Urgell            | 63,4 | 7,2  | 5,9  | 3,3   | 5,7  | 9,7  | 3,5 | 19 403    |
| Vale de Aran      | 24,7 | 24,2 | 19,6 | 5,3   | 12,8 | 6,3  | 5,1 | 4 904     |
| Vallès Occidental | 33,1 | 21,8 | 14,1 | 11,7  | 7,4  | 7,7  | 2,3 | 513 213   |
| Vallès Oriental   | 39,4 | 18,6 | 12,9 | 9,6   | 7,6  | 8,1  | 2,2 | 230 151   |
| Catalunha         | 39,6 | 17,9 | 12,7 | 8,9   | 8,5  | 8,2  | 2,5 | 4 130 196 |